# Sektion Augsburg des Deutschen Alpenvereins
Der Deutsche Alpenverein Sektion Augsburg e. V. (kurz DAV Sektion Augsburg) ist eine Sektion des Deutschen Alpenvereins in Augsburg. Sie wurde zwei Monate nach Entstehung des Deutschen Alpenvereins am 8. Juli 1869 gegründet. Der DAV Augsburg ist somit eine der ältesten und mit 19.916 Mitgliedern (Stand: 31. Dezember 2024) einer der größten Sportvereine Deutschlands sowie auf Platz 11 eine der größten Sektionen des Deutschen Alpenvereins. Die Geschäftsstelle befindet sich im Burggrafenturm in der Peutinger Straße 24 in Augsburg.

## Geschichte
Nach der Gründung des Deutschen Alpenvereins am 9. Mai 1869 in München machten sich die beiden Mitglieder Theodor Lampart und Friedrich Schenkenhofer daran in Augsburg eine eigene Sektion zu gründen. Mit Hilfe eines Zeitungsaufrufs konnten 40 Männer gefunden werden, die anschließend am 8. Juli 1869 an der Gründungsversammlung teilnahmen. Otto Forster wurde zum 1. Vorsitzenden ernannt. Erklärtes Vereinsziel war es, die Kenntnis der Alpen zu erweitern und zu verbreiten sowie ihre Bereisung zu erleichtern. Einige Mitglieder der Sektion Augsburg spalteten sich 1874 ab und gründeten die Sektion Allgäu-Immenstadt.
Theodor Lampart, der auch in all den folgenden Jahren der geistige Motor der ganzen Sektionsarbeit war, stellte den Antrag, dass das Allgäu das Arbeitsgebiet der Sektion Augsburg werden sollte. 1883 traf der Zentralausschuss des Deutschen und Österreichischen Alpenvereins die Entscheidung, den Hüttenbau in den Ostalpen zu fördern, und beschloss hierfür eine Neuaufteilung der Arbeitsgebiete. Der Sektion Augsburg wurde die Erschließung des Hauptkamms der Lechtaler Alpen angetragen. Hier sollte eine Hütte und ein Wegenetz eingerichtet werden. Unter dem Vorsitz von Otto Mayr übernahmen die Sektion Augsburg diese Aufgabe. Schon am 8. August 1885 konnte die neu erbaute Augsburger Hütte eröffnet werden. Kaum drei Jahre später, am 17. April 1888, zerstörte eine Lawine das neuerbaute Haus bis auf die Grundmauern. Am 31. Juli 1891 konnte der nun an sicherer Stelle errichtete Neubau den Bergsteigern übergeben werden.
Der Wunsch, auch ein etwas leichter erreichbares Bergsteigerheim zu besitzen, hat die Sektion veranlasst, in den Tannheimer Bergen eine Hütte zu bauen. Die im Raintal neu zu erbauende Hütte wurde zunächst auf der Münchener Sportausstellung 1899 als auf einer Holzkonstruktion basiertes „Musterhaus für Bergsteiger“ gezeigt. Nach Beendigung der Ausstellung wurde sie von der Sektion Augsburg gekauft und in ihre Bestandteile zerlegt. Die Einzelteile wurden dann an ihren heutigen Standort gebracht, wo sie in kurzer Zeit wieder zusammengefügt wurden. Am 8. Juli 1900 wurde das Haus feierlich seiner Bestimmung übergeben und nach dem verdienten Sektionsvorstand, Otto-Mayr-Hütte, benannt.
Zwischen der Augsburger und Ansbacher Hütte fehlte eine Verbindung, das legte nahe eine Weganlage zu schaffen. Die Anlage wurde mit namhafter Unterstützung des Hauptausschusses in den Jahren 1909 bis 1910 ausgeführt. Im August 1910 wurde der Augsburger Höhenweg durch den 1. Vorsitzenden eröffnet. Nach dem Ersten Weltkrieg wurde 1919 die erste Jugendgruppe gebildet. Im Jahr 1921 fand eine Hauptversammlung des Deutschen und Österreichischen Alpenvereins in Augsburg statt. Dem stürmischen Andrang der Jugend zum Berg war die Otto-Mayr-Hütte bald nicht mehr gewachsen, so reifte der Gedanke zu einer zweiten in der Nähe zu erstellenden Selbstversorgerhütte. Der Bau wurde 1930 begonnen. Am 28. Juli 1931 wurde die Hütte als Jubiläumshütte bei strömenden Regen eingeweiht. Zu Ehren des bei der Deutschen Nanga-Parbat-Expedition 1934 ums Leben gekommenen Sektionsmitglieds Willi Merkl wurde die Hütte auf Willi-Merkl-Gedächtnis-Hütte umbenannt. In späteren Jahren verkaufte die Sektion Augsburg die Hütte der ehemaligen Ortsgruppe Friedberg.
Die Jahre nach 1933 brachten der Sektion viele Hemmnisse und Einschränkungen. Mit dem Jahre 1945 kam die völlige Zerschlagung der Sektion Augsburg, damit verbunden auch der Verlust der Hütten in Österreich. Im selben Jahr wurde beim Einmarsch der amerikanischen Besatzungstruppen die Sektion, wie alle deutschen Vereine, verboten. Die Hütten in Österreich wurden beschlagnahmt und vom Österreichischen Alpenverein treuhänderisch verwaltet. Die Wiedergründung einzelner Sektionen ab Winter 1945/46 fand statt. Auch die Sektion in Augsburg war wieder am Entstehen, erst im Verborgenen, dann offiziell als Alpenclub Augsburg e. V., 1949 erhielt sie schließlich ihren alten Namen zurück. Der Hauptverein nunmehr vom Österreichischen Alpenverein abgetrennt, wurde erst am 21./22. Oktober 1950 durch die „12 Apostel“ in Würzburg unter dem Namen „Deutscher Alpenverein“ (DAV) wiedergegründet.
Im Jahr 1951 erschien das erste Sektionsmitteilungsblatt. Die im November 1923 gegründete Schiabteilung benötigte eine neue Schihütte, da die Angerhütte und die Schwarzbergalpe in den Jahren nach 1945 zu klein geworden waren. Am 5. Dezember 1954 konnte die neue bewirtschaftete Ostertalhütte eingeweiht werden. Die Umbenennung der Hütte in Otto-Schwegler-Hütte, benannt nach dem Ehrenmitglied Otto Schwegler, fand am 4. Oktober 1980 statt. Die österreichischen Hütten der Sektion Augsburg wurden im Oktober 1958 wieder zurückgegeben. Auf dem Augsburger Höhenweg wurde 1976 zur Sicherheit eine Biwakschachtel installiert, sie liegt ungefähr auf halber Distanz des Weges. Das Augsburger Biwak bietet lediglich vier Behelfslager und keine Kochmöglichkeit, am Biwak beginnt ein möglicher Notabstieg ins Tal. Zwischen 1987 und 1992 erfolgte ein grundlegender Um- und Ausbau der Augsburger Hütte.
Die Sektion ist heute der zweitgrößte Verein Augsburgs. Sie unterhält nach wie vor drei Alpenvereinshütten (Augsburger Hütte, Otto-Mayr-Hütte, Otto-Schwegler-Hütte), das DAV Kletter- und Landesleistungszentrum Augsburg, den Augsburger Höhenweg und einen Alpengarten in den Tannheimer Bergen. Der ehrenamtlich betreute Alpengarten liegt an einem offenen Steilhang in einer weiten Mulde des Oberen Raintals auf 1540 m ü. A. Höhe zwischen der Otto-Mayr-Hütte und der Füssener Hütte.

## Sektionsvorsitzende
Eine chronologische Übersicht über alle Vorsitzenden der Sektion seit Gründung.
| Amtszeit  | Vorsitzender           |
| --------- | ---------------------- |
| 1869–1872 | Otto Forster           |
| 1872      | Friedrich von Hellwald |
| 1873–1876 | Theodor von Haßler     |
| 1877–1884 | Otto Mayr              |
| 1885–1887 | Adalbert Stengler      |
| 1888–1907 | Otto Mayr              |
| 1908–1921 | Richard von Hößlin     |

| Amtszeit  | Vorsitzender     |
| --------- | ---------------- |
| 1922–1939 | Carl J. Wolfrum  |
| 1940–1945 | Gustav Beck      |
| 1946–1947 | Josef Baur       |
| 1947–1948 | Heinrich Hediger |
| 1949–1954 | Gustav Beck      |
| 1955–1965 | Franz Neubauer   |
| 1966–1972 | Max Utz          |

| Amtszeit  | Vorsitzender       |
| --------- | ------------------ |
| 1972–1980 | Karl Wilhelm Thilo |
| 1980–2007 | Benno Helf         |
| 2007–2013 | Rolf Jüngst        |
| 2013–2019 | Ulrich Kühnl       |
| 2019–     | Thomas John        |

## Bekannte Mitglieder
- Theodor von Haßler (1828–1901), Ingenieur
- Theodor Lampart (1842–1893), Gründer der Sektion und Alpenvereinsfunktionär
- Hermann von Barth (1845–1876), Bergsteiger
- Willy Merkl (1900–1934), deutscher Ingenieur und Bergsteiger
- Karl Wilhelm Thilo (1911–1997), deutscher Offizier, Generalstabsoffizier der Wehrmacht und Generalleutnant der Bundeswehr, Alpenvereinsfunktionär
- Richard Eitel (* 1916), Ingenieur
- Martin Feistl (1996–2024), deutscher Kletterer insbesondere auch free solo Kletterer
- Max Frimmer (* 5. Mai 1921 in Augsburg), Bergsteiger, Arzt, Hochschullehrer, Chemiker
- Ulrich Kühnl, Alpenvereinsfunktionär
- Johann Ladenburger (* 16. April 1882)
- Adolf Meyer
- Fritz Thierbach (* 1906 in Duisburg; † 2000)
- Horst Thierbach (* 1931)
- Karl Wolfrum (* 16. Juli 1881 in Augsburg; † November 1939), Alpenvereinsfunktionär

## Einrichtungen der Sektion

### Hütten
Die Sektion besitzt drei Alpenvereinshütten (Augsburger Hütte, Otto-Mayr-Hütte, Otto-Schwegler-Hütte) und das Augsburger Biwak. Sie betreut den Augsburger Höhenweg und einen Alpenpflanzengarten in den Tannheimer Bergen. (Lage). Die Willi-Merkl-Gedächtnis-Hütte ist eine ehemalige Sektionshütte der Sektion Augsburg und gehört heute der Sektion Friedberg, die am 1. April 1952 als Ortsgruppe Friedberg der Sektion Augsburg gegründet wurde.
- Augsburger Biwak (auch Roland-Ritter-Biwak)
- Augsburger Hütte
- Otto-Mayr-Hütte
- Otto-Schwegler-Hütte (vormals Ostertalhütte)

### Ehemalige Hütte
- Willi-Merkl-Gedächtnis-Hütte

### Landesleistungszentrum
Zur Sektion gehört auch das DAV Kletterzentrum Augsburg, das zugleich das erste Landesleistungszentrum für Sport- und Wettkampfklettern in Deutschland ist. Es befindet sich am Parkplatz der Bezirkssportanlage Süd im Augsburger Stadtteil Hochfeld (Standort) und wurde im Juni 2018 eröffnet. Der Bau kostete rund 6 Millionen Euro und wurde durch eine einmalige Sonderumlage der Mitglieder bezuschusst.

## JDAV Alpenverein Sektion Augsburg
Die Jugend des Alpenverein Augsburg bietet vielseitige Möglichkeiten zur Freizeitgestaltung: vom Klettern (Halle und am Fels), Bouldern, Skitouren, Canyoning, Bergsteigen, Mountainbike und Geocachen werden mit professionellem Wissen angeboten. Erlebnis-Freizeiten und Kurzausflüge gehen in diverse Klettergebiete, in die Alpen und nach ganz Europa.

## Angebote für Mitglieder
Das Ausbildungs- und Tourenprogramm der Sektion Augsburg umfasst das ganze Spektrum der alpinen Betätigung: Sportklettern in der Halle (Anfänger und Fortgeschrittene), Felsklettern im Mittelgebirge (Anfänger und Fortgeschrittene), Felsklettern in den Alpen (Anfänger und Fortgeschrittene), Alpin Hochtouren, Begehen von Klettersteigen, Mountainbiking, Skilanglauf, Alpiner Skilauf, Skibergsteigen, Schneeschuhgehen, Wasserfalleisklettern. Das Sektionsmitteilungsblatt, der alpenblick, erscheint viermal jährlich. Er wird Sektionsmitgliedern und weiteren interessierten Personen zugestellt. Die Nachbarsektion Friedberg ist ebenfalls in der Vereinszeitschrift vertreten. Zu den Aufgaben der Sektion in den einzelnen Abteilungen gehört auch die Förderung des Naturverständnisses.